# منجم اورابا للماس
يعد منجم اورابا أكبر منجم للماس في العالم  من حيث المساحة. يقع المنجم في بلدة اورابا، وهي بلدة في المنطقة الوسطى من بوتسوانا على بعد حوالي 240 كيلومترًا (150 ميل) غربًا من مدينة فرانكستاون. اورابا أو ("استراحة للأسود") مملوك لشركة ديبسوانا، وهي شراكة بين شركة ديبييرز وحكومة بوتسوانا. وهو أقدم أربعة مناجم تديرها الشركة، بعد أن بدأت عملياتها في يوليو 1971.